# Apeadeiro de Carapeços

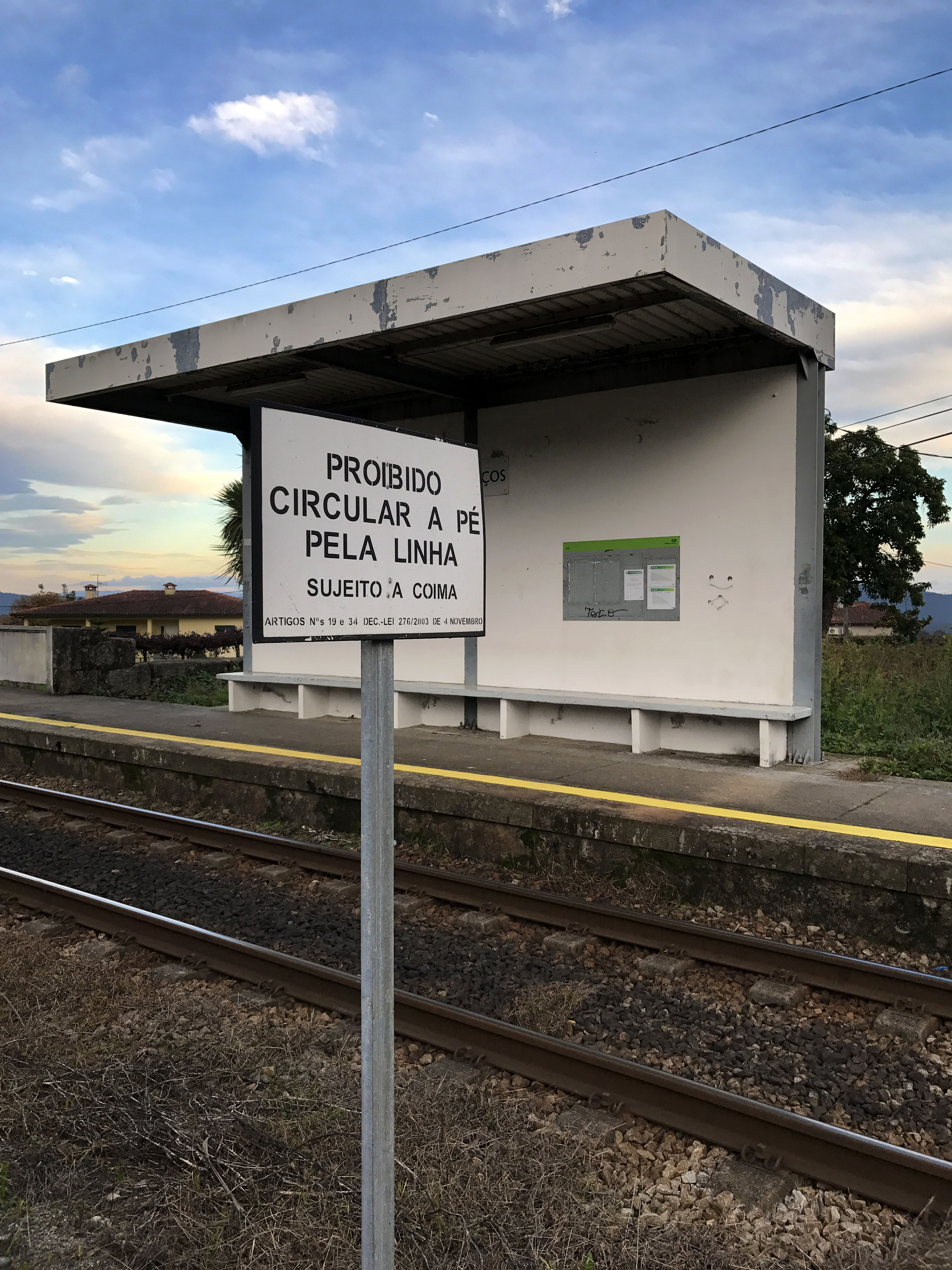
O abrigo do apeadeiro de Carapeços, em 2016.

O apeadeiro de Carapeços é uma gare da Linha do Minho, que serve a localidade de Carapeços, no concelho de Barcelos, em Portugal.

## Descrição

### Infraestrutura
O edifício de passageiros situa-se do lado sudeste da via (lado direito do sentido ascendente, para Monção).

### Serviços
Em dados de 2022, esta interface é servida por comboios de passageiros da C.P. de tipo regional ligando com oito circulações diárias em cada sentido ligando Porto-Campanhã e Nine a Valença e Viana do Castelo.

## História
Este apeadeiro encontra-se no troço da Linha do Minho entre Darque e Barcelos, que entrou ao serviço no dia 24 de Fevereiro de 1878.
Em 1939, a Companhia dos Caminhos de Ferro Portugueses fez obras de reparação no edifício do apeadeiro de Carapeços.
Um despacho da Direcção-Geral de Caminhos de Ferro, publicado no Diário do Governo n.º 47, III Série, de 27 de Fevereiro de 1951, aprovou um projecto da Companhia dos Caminhos de Ferro Portugueses para várias alterações aos quadros de distâncias quilométricas de aplicação nas Linhas do Minho e Douro, incluindo a atribuição de distâncias próprias ao Apeadeiro de Carapeços.

Em 19 de Junho de 2019, ocorreu um acidente na passagem de nível junto ao apeadeiro de Carapeços, quando um comboio colheu um automóvel que tinha ultrapassado as barreiras, levando à morte de três ocupantes do veículo e interrompendo a circulação na Linha do Minho durante cerca de duas horas.